# AXA Tower
AXA Tower foi um arranha-céus com 235 metros. Edificado na cidade de Singapura, Singapura, foi concluído em 1986 com 52 andares.